# Vlag van Rossum

Vlag van de gemeente Rossum (1992-1999)

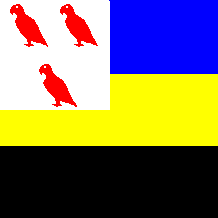
Vlag van Rossum (1954-1992)

Vlag van Rossum (1938-1954)

De vlag van Rossum was van ca. 1992 tot 1 januari 1999 de gemeentelijke vlag van de voormalige Gelderse gemeente Rossum. De vlag kwam in 1999 te vervallen als gemeentelijke vlag toen de gemeente Rossum opgenomen werd in gemeente Maasdriel.

## Beschrijving
De vlag kan als volgt worden beschreven:
Volgens de vluchtdiagonaal gedeeld van wit en zwart, met op het midden een rode papegaai, zittende op de scheidingslijn, gericht naar de broekingszijde.
De rode papegaai is afkomstig van het gemeentewapen. Een wapen met drie papegaaien werd reeds gevoerd door Gerard, ridder van Rothem of Rossum in 1276.

## Geschiedenis
Tijdens het defilé in Amsterdam ter gelegenheid van het veertigjarig regeringsjubileum van koningin Wilhelmina op 6 september 1938 trokken jonge afgevaardigden van iedere Nederlandse gemeente langs de vorstin. Iedere delegatie werd voorafgegaan door een drager met een gemeentevlag. Het feit dat het merendeel van de gemeenten in Nederland op dat moment geen eigen vlag had, bracht de organisatie van het defilé ertoe de ontbrekende vlaggen zelf te ontwerpen. Dit werd een vierkante defileervlag met de kleuren van de betreffende provincievlag met daarop in het kanton een afbeelding van het gemeentewapen. Voor Gelderland was de basis een vlag met twee gelijke horizontale banen in de kleuren geel en blauw. Het gemeentebestuur van Rossum heeft vervolgens deze vlag als gemeentevlag gebruikt. In 1953 wilde het toenmalige gemeentebestuur de vlag officieel vaststellen. De Hoge Raad van Adel keurde het voorstel echter af en er werd een nieuwe vlag ontworpen. Deze vlag was vrijwel gelijk aan de voorgaande, maar had drie horizontale banen in de kleuren blauw, geel en zwart.

## Verwante afbeeldingen

Wapen van Rossum

Ammerzoden 
· Angerlo 
· Batenburg 
· Beesd 
· Bemmel 
· Bergh 
· Bergharen 
· Beusichem 
· Borculo 
· Brakel 
· Didam 
· Dinxperlo 
· Dodewaard 
· Dreumel 
· Echteld 
· Eibergen 
· Elst 
· Ewijk 
· Geldermalsen 
· Gendringen 
· Gendt 
· Gorssel 
· Groenlo 
· Groesbeek 
· Hedel 
· Heerewaarden 
· Hemmen 
· Hengelo 
· Herwen en Aerdt 
· Heteren 
· Heukelum 
· Hoevelaken 
· Horssen 
· Huissen 
· Hummelo en Keppel 
· Hurwenen 
· Kerkwijk 
· Kesteren 
· Laren 
· Lichtenvoorde 
· Lienden 
· Lingewaal 
· Maurik 
· Millingen aan de Rijn 
· Neede 
· Neerijnen 
· Overasselt 
· Rijnwaarden 
· Rossum 
· Ruurlo 
· Steenderen 
· Ubbergen 
· Valburg 
· Vorden 
· Wadenoijen 
· Wamel 
· Warnsveld 
· Wehl 
· Wisch 
· Zelhem 
· Zoelen